# Catedral de Nuestra Señora (Taiohae)
La Catedral de Nuestra Señora  (en francés: Cathédrale Notre-Dame de Taiohae o bien Cathédrale Notre-Dame des Marquises) es una iglesia del siglo XX que sirve como la catedral de la Diócesis de Taiohae o Tefenuaenata en la Polinesia Francesa. Se encuentra en el Valle Meau cerca de la capital de la isla de Nuku Hiva.
La construcción de la catedral comenzó en 1973 en el sitio de una iglesia anterior del siglo del mismo nombre. La nueva catedral abrió sus puertas en 1977. Se trata de la iglesia más grande de las Islas Marquesas. 
En el siglo XIX, Francia comenzó a expandir su imperio colonial en Asia y las islas del Pacífico, conquistando Tahuata en 1842. Pronto, el resto de las Islas Marquesas cayó bajo dominio francés. A pesar de que los administradores coloniales decidieron centrar la mayor parte de sus recursos en Tahití-creyendo que era más valiosa, los misioneros católicos, sin embargo, continuaron la difusión de su fe por todo el lugar. Su persistencia dio sus frutos y un vicariato apostólico fue establecido el 9 de mayo de 1848. La construcción de la catedral muy probablemente comenzó después de este tiempo. Fue construida en un terreno que fue tratado como un lugar sagrado por los antiguos habitantes de las Marquesas y fue completado en la última parte del siglo XIX.
Casi un siglo después, la construcción de una nueva catedral se inició en 1973; se terminó cuatro años más tarde en 1977. 